# جان دان (بازیکن فوتبال زاده ۱۸۸۸)
جان دان (انگلیسی: John Dunn؛ نوامبر ۱۸۸۸ – ۱۹۶۸ (۷۹−۸۰ سال)) بازیکن فوتبال اهل بریتانیا بود.
از باشگاه‌هایی که در آن بازی کرده‌است می‌توان به باشگاه فوتبال شفیلد ونزدی، باشگاه فوتبال لوتون تاون، باشگاه فوتبال اورتون و باشگاه فوتبال بلکپول اشاره کرد.